# مجلس المفتين الروسي
مجلس المفتين الروسي، بالروسية: (Совет муфтиев России)، هي رابطة تجمع علماء وشيوخ الدين المسلمين في روسيا تأسست عام 1996 يرأسها الشيخ راويل عين الدين وتسهر غلى رعاية مصالح المسلمين وتؤطر مساجد روسيا من تعيين الأءمة وتكوينهم وتشرف عليها الرءاسة الروسية